# Feings (Loir-et-Cher)
Pour les articles homonymes, voir Feings.
Feings est une commune historique du Loir-et-Cher (région Centre-Val de Loire), reléguée au statut de commune déléguée depuis le 1er janvier 2019 et la fusion administrative avec les communes voisines de Contres, Fougères-sur-Bièvre, Ouchamps et Thenay pour créer la commune nouvelle du Controis-en-Sologne.

## Géographie

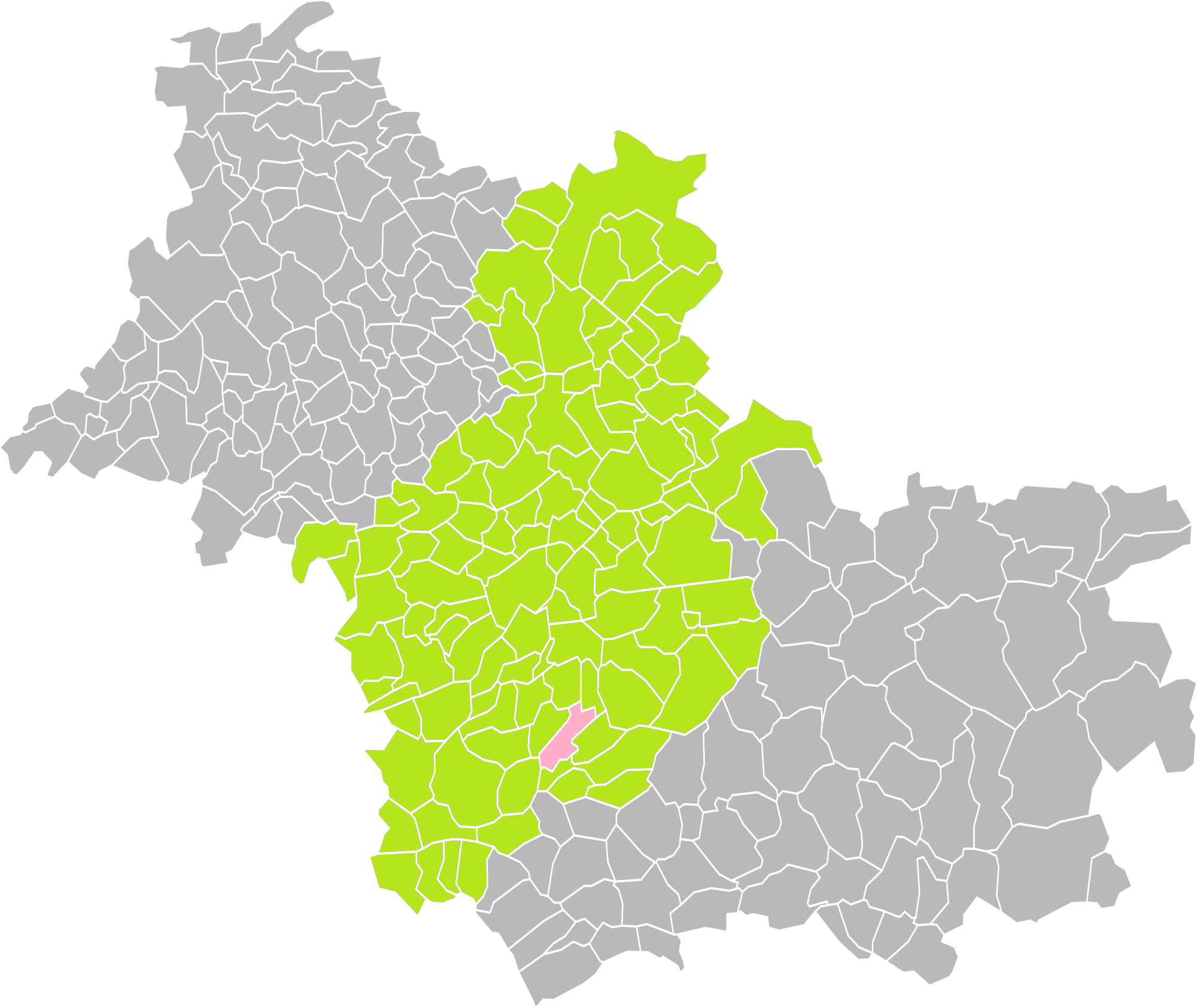
Localisation de la Commune de Feings dans l'arrondissement de Blois(Loir-et-Cher).

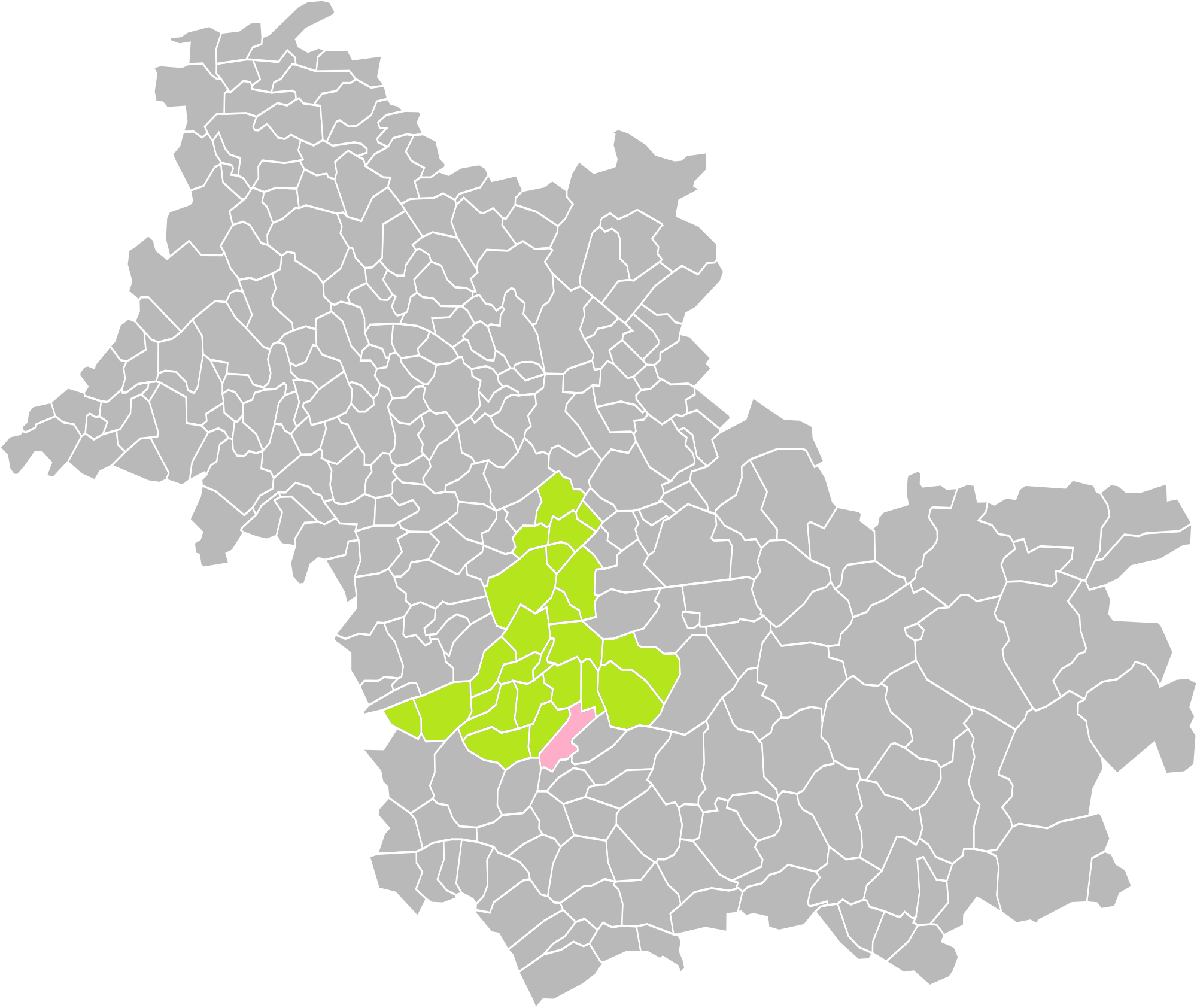
Localisation de la Commune de Feings dans les Cantons de Blois (I-II-III) et Vineuil (Loir-et-Cher).

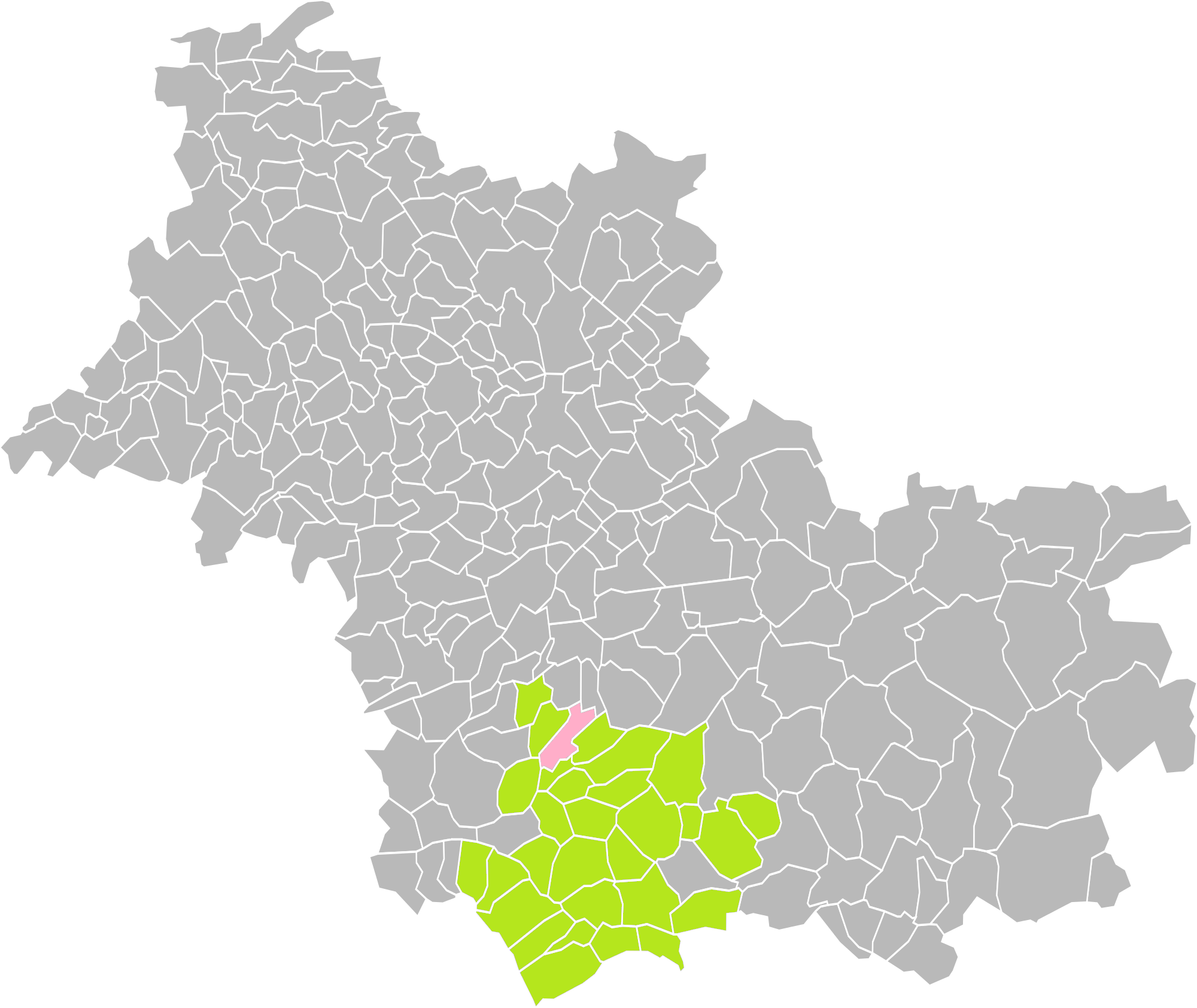
Localisation de la Commune de Feings dans la Communauté de communes Val de Cher - Controis (Loir-et-Cher).

## Histoire

### Avant 2019
De 1919 à 1934, Ouchamps était desservie par une ligne de tramway électrique du Loir-et-Cher reliant Les Montils à Selles-sur-Cher. Sa station se trouvait alors entre celles de Fougères-sur-Bièvre et de Contres.

### Depuis 2019
Le 1er janvier 2019, la commune fusionne avec Contres, Fougères-sur-Bièvre, Ouchamps et Thenay pour former la commune nouvelle du Controis-en-Sologne dont la création est actée par un arrêté préfectoral du 26 novembre 2018.

## Politique et administration

### Liste des maires
| Période                                  | Période       | Identité      | Étiquette | Qualité     |
| ---------------------------------------- | ------------- | ------------- | --------- | ----------- |
| Les données manquantes sont à compléter. |               |               |           |             |
| mars 1977                                | 2008          | Marc Liger    | Modem     |             |
| mars 2008                                | décembre 2018 | Karine Michot | Centriste | Commerçante |

Depuis 2019 et la création du Controis-en-Sologne, le maire élu à Feings est maire délégué au maire de la commune nouvelle. 
| Période                                  | Période        | Identité         | Étiquette | Qualité     |
| ---------------------------------------- | -------------- | ---------------- | --------- | ----------- |
| Les données manquantes sont à compléter. |                |                  |           |             |
| janvier 2019                             | septembre 2020 | Karine Michot    | Centriste | Commerçante |
| septembre 2020                           | en cours       | Christophe Besné |           |             |

## Démographie

### Évolution démographique
L'évolution du nombre d'habitants est connue à travers les recensements de la population effectués dans la commune depuis 1793. Pour les communes de moins de 10 000 habitants, une enquête de recensement portant sur toute la population est réalisée tous les cinq ans, les populations de référence des années intermédiaires étant quant à elles estimées par interpolation ou extrapolation. Pour la commune, le premier recensement exhaustif entrant dans le cadre du nouveau dispositif a été réalisé en 2005.

En 2016, la commune comptait 714 habitants, en évolution de +0,85 % par rapport à 2010 (Loir-et-Cher : −1,15 %, France hors Mayotte : +2,11 %).
| 1793 | 1800 | 1806 | 1821 | 1831 | 1836 | 1841 | 1846 | 1851 |
| ---- | ---- | ---- | ---- | ---- | ---- | ---- | ---- | ---- |
| 430  | 383  | 405  | 427  | 462  | 460  | 438  | 461  | 495  |

| 1856 | 1861 | 1866 | 1872 | 1876 | 1881 | 1886 | 1891 | 1896 |
| ---- | ---- | ---- | ---- | ---- | ---- | ---- | ---- | ---- |
| 497  | 537  | 555  | 535  | 537  | 509  | 601  | 607  | 595  |

| 1901 | 1906 | 1911 | 1921 | 1926 | 1931 | 1936 | 1946 | 1954 |
| ---- | ---- | ---- | ---- | ---- | ---- | ---- | ---- | ---- |
| 634  | 652  | 624  | 628  | 562  | 546  | 562  | 613  | 548  |

| 1962 | 1968 | 1975 | 1982 | 1990 | 1999 | 2005 | 2006 | 2010 |
| ---- | ---- | ---- | ---- | ---- | ---- | ---- | ---- | ---- |
| 536  | 454  | 392  | 468  | 471  | 529  | 609  | 627  | 708  |

| 2015 | 2016 | - | - | - | - | - | - | - |
| ---- | ---- | - | - | - | - | - | - | - |
| 713  | 714  | - | - | - | - | - | - | - |

### Pyramide des âges
La population de la commune est relativement jeune. Le taux de personnes d'un âge supérieur à 60 ans (19,9 %) est en effet inférieur au taux national (21,6 %) et au taux départemental (26,3 %).
À l'instar des répartitions nationale et départementale, la population féminine de la commune est supérieure à la population masculine. Le taux (50,2 %) est du même ordre de grandeur que le taux national (51,6 %).
La répartition de la population de la commune par tranches d'âge est, en 2007, la suivante :
- 49,8 % d’hommes (0 à 14 ans = 24,1 %, 15 à 29 ans = 10,6 %, 30 à 44 ans = 24,8 %, 45 à 59 ans = 20,5 %, plus de 60 ans = 20,1 %) ;
- 50,2 % de femmes (0 à 14 ans = 23,2 %, 15 à 29 ans = 15,4 %, 30 à 44 ans = 21,9 %, 45 à 59 ans = 19,9 %, plus de 60 ans = 19,6 %).

| Hommes | Classe d’âge | Femmes |
| ------ | ------------ | ------ |
| 0,0    | 90 ans ou +  | 0,3    |
| 6,6    | 75 à 89 ans  | 4,9    |
| 13,5   | 60 à 74 ans  | 14,4   |
| 20,5   | 45 à 59 ans  | 19,9   |
| 24,8   | 30 à 44 ans  | 21,9   |
| 10,6   | 15 à 29 ans  | 15,4   |
| 24,1   | 0 à 14 ans   | 23,2   |

| Hommes | Classe d’âge | Femmes |
| ------ | ------------ | ------ |
| 0,6    | 90 ans ou +  | 1,6    |
| 8,3    | 75 à 89 ans  | 11,5   |
| 14,8   | 60 à 74 ans  | 15,7   |
| 21,4   | 45 à 59 ans  | 20,6   |
| 20,3   | 30 à 44 ans  | 19,2   |
| 16,2   | 15 à 29 ans  | 14,7   |
| 18,5   | 0 à 14 ans   | 16,7   |

## Personnalités liées à la commune
- Thomas de Mahy de Favras , né au château de Favras, militaire et gentilhomme français et soutien de la cause royaliste durant la révolution française,  pendu à Paris, le 19 février 1790.